# 日本における同性結婚
日本における同性結婚（にほんにおけるどうせいけっこん）では、日本国内における同性結婚に関連する事項と、LGBTなど性的少数者のカップルを公的に認める「パートナーシップ宣誓制度」（パートナーシップ制度）について説明する。

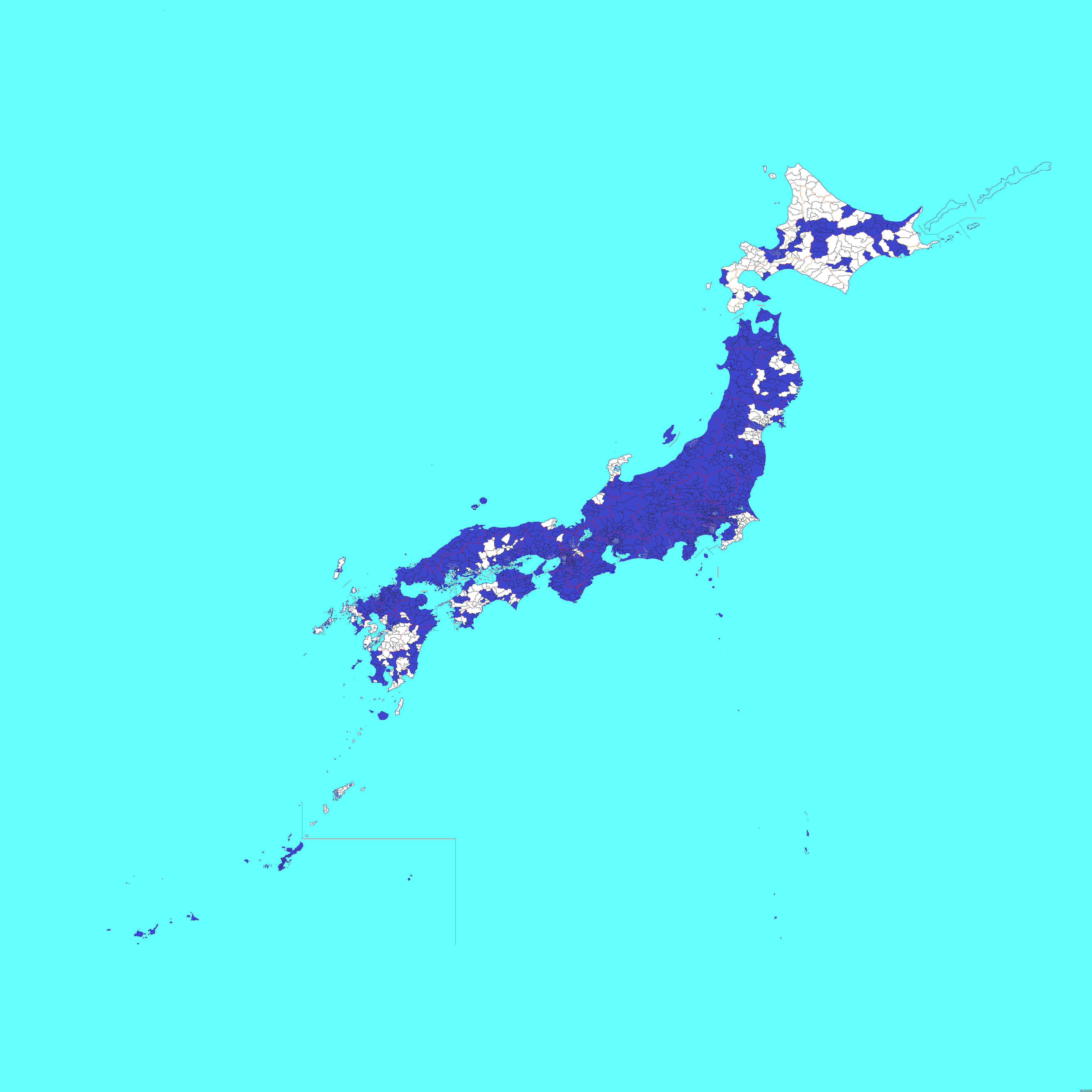
日本全国の同性パートナーシップ制度の状況
パートナーシップ制度を導入した都道府県と市町村
パートナーシップ制度の無い都道府県と市町村

イタリアが2016年に同性カップルに対するシビル・ユニオンを導入したことで、2023年時点で、日本はG7で唯一国レベルの「同性カップルに関する国の法律」(同性結婚又は同性間パートナーシップ、シビルユニオン制度)がない。その代わりに、日本国内の各地方自治体が戸籍上同性であるカップルに婚姻に相当する関係にあると認める「パートナーシップ宣誓制度」（パートナーシップ制度）が運用されている。
同性婚の合憲性を正面から問う集団訴訟が2019年2月と9月に東京、大阪、札幌、名古屋、福岡の5つの地方裁判所で提起された。2024年3月14日、札幌高等裁判所は、同性間の結婚を認めていない民法と戸籍法の規定は「憲法24条1項、同2項、14条に違反する」との判断を下した。

## 制度と運用
日本の地方自治体での同性パートナーシップ制度の類型として条例型と要綱型がある。条例型は議会の議決によるもので、比較的制度として安定性があり、義務や権利制限を含めることができる。要綱型は首長の決裁により定めるもので、柔軟な運用が可能な反面、義務や権利制限を定めることはできない。

### 外国政府機関関係者の同性配偶者への査証特例措置
外務省は2003年（平成15年）以降、外交官の同性配偶者の日本への入国および在留に際し、異性配偶者と同様に査証無しを認める特例措置をしている。また、2013年12月から在日米軍関係者の同性配偶者も、異性配偶者と同様に査証無しでの日本入国および在留が認められている。

### 解消申請や返還処分
パートナーシップ宣誓書受領証は、宣誓に係るパートナーシップの解消時（カップルの破局時）、宣誓者の一方の死亡時、宣誓者の一方または双方が市外に転出した時、パートナーシップ宣誓書受領証を自ら返還か廃棄を希望する時に申請することが出来る。
全国初の渋谷区男女平等及び多様性を尊重する社会を推進する条例の施行に伴い、渋谷区では2015年10月28日より申請受付が開始された。その第1号証明書は同年11月5日に東小雪と増原裕子の女性カップルへと発行された。しかし、2017年12月25日に二人はパートナー関係を解消したため、それに伴い渋谷区に証明書を返還している。
要件から外れた時、又は役所がパートナーシップ宣誓書受領証の返還が必要と認める取消処分決定時はパートナーシップ宣誓書受領証の返還義務がある。

## 歴史
2015年4月1日に東京都渋谷区が日本で初めてパートナーシップ宣誓制度を導入。以後、導入する自治体は年々増え始め、2021年1月8日には兵庫県明石市が性的少数者のカップルのみならず、その子供との親子関係も自治体として認める「ファミリーシップ制度」を日本で初めて開始した。
2022年4月1日には、人口カバー率が総人口の50パーセントを超えた。
2023年1月1日時点では、255の自治体でパートナーシップ制度が導入され、全日本人口(1億2477万人)における人口カバー率は65.2%であり、制度による交付された累計カップル組数は4186組となっている。(ただし「交付カップル数」のため、申請後に実態は破局したが、取消申請していない元カップルを含む)。
2024年5月28日時点で、458の自治体でパートナーシップ制度が施行されている。そのうち、青森県、秋田県、山形県、茨城県、群馬県、栃木県、東京都、富山県、福井県、山梨県、長野県、岐阜県、静岡県、愛知県、三重県、大阪府、兵庫県、奈良県、和歌山県、鳥取県、島根県、徳島県、福岡県、佐賀県、大分県、沖縄県のように都道府県単位で導入しているところもある（なお、神奈川県、香川県は県内の全市町村が導入している。また、香川県は、県が「香川県パートナーシップ制度」という取組みを行っているが、宣誓の受付や証明書の発行はしないものである）。

## 同性婚に関する世論調査

### 日本における賛成回答の特徴
ピュー・リサーチ・センターが、2023年6月に発表した24カ国に対する調査（%は全て無回答は除いた分母。有効回答率不明）によると、日本の同性婚の賛否の特徴として、「強く賛同」が有効回答の中でも17%で少なく、賛同が反対を上回った国の中で「強く賛同」が最下位であった。そのため、調査対象の24カ国の中で「強く賛同」の割合は下から8位であった。

### 過去の調査結果・有効回答率
- 朝日新聞社が2015年2月に行った電話調査で、同性婚を法律で「認めるべきだ」は41%。「認めるべきではない」が37%であった(有効回答率不明)[21]。
- 毎日新聞社が2015年3月14～15日に実施した全国世論調査では、「あなたは、男性同士、女性同士で結婚する同性婚に賛成ですか、反対ですか」との質問に対し、アンケートには応じたものの賛否を明らかにしない「無回答」が17％、「賛成」が44％、「反対」が39％だった。男性は38％が「賛成」、女性は50％が「賛成」と答えた(有効回答率不明)[22]。

- 産経新聞社とFNNが2015年3月28～29日に実施した合同世論調査では、同性婚について53.5％が賛成、反対は37.4％だった(有効回答率不明)[23]。
- 文部科学省の研究グループが2015年3月に全国の20～79歳の男女2600人を無作為抽出した意識調査では、約48％の1259人（男性585人、女性674人）から回答を得た。それによると、同性婚を法律で認めることについて、全体では賛成派が55.3％、反対派が44.7％だった。男性の50％が反対（賛成44.8％）、女性の56.7％が賛成（反対33.8％）と回答した(有効回答率約48％)[24]。
- NHKが2017年に実施した18歳以上を対象とした世論調査では、2643人から回答があり、「同性婚を認めるべきか」という質問に「そう思う」が50.9％、「そう思わない」が40.7％だった(有効回答率不明)[25]。
- 厚生労働省付属の国立社会保障・人口問題研究所が全国の既婚女性約6000人を対象に2018年7月に実施した「全国家庭動向調査」で、「男性どうしや、女性どうしの結婚（同性婚）を法律で認めるべきだ」への賛成割合は69.5％だった(有効回答率77.0％)[26]。
- 朝日新聞社と東京大学の谷口将紀研究室が2020年3～4月に、無作為に選んだ全国の有権者3000人を対象に実施した共同調査では、有効回答が2053人あり、同性婚について賛成派46%、中立31%、反対派23%であり、賛成派が反対派の2倍となった。自民党支持層でも同性婚について賛成派41％、中立30％、反対派29％と、賛成派が反対派を上回った(有効回答率68%)[27]。
- 朝日新聞社が2021年3月20～21日に男性同士、女性同士の結婚を法律で認めるべきかを、電話世論調査で尋ねたところ、「認めるべきだ」が65%に上り、「認めるべきではない」22%を大きく上回った。自民支持層でも57%が「認めるべきだ」と答え、「認めるべきではない」32%を上回った。「認めるべきだ」は若年層ほど高く18～29歳は86%、30代は80%。60代も66%が「認めるべきだ」と答えた(固定電話有効回答率53%、携帯電話の有効回答率46%)[21]。

## 年表

### 1999年以前
- 1968年（昭和43年）11月19日号『週刊プレイボーイ』に、「世界最初のホモ結婚式を挙げたゲイボーイ、アンリー寺田と花婿冬木誠」という記事がある。
- 1999年（平成11年）1月21日付『日刊スポーツ』に、男性の同性愛カップルが1998年11月に神社で宮司の執行のもと、神前結婚式を挙げたという記事がある。

### 2000年 - 2013年
- 2007年 （平成19年）6月3日、元大阪府議会議員の尾辻かな子が、当時秘書兼同性パートナーであった木村真紀（村木真紀）と名古屋市中区の池田公園でマスコミ関係者を前に、「結婚式」（人前式）をおこなった。式には小沢一郎や鳩山由紀夫らから祝電が寄せられた。翌月、尾辻は民主党の公認候補として第21回参議院通常選挙に立候補し、公約には国制パートナーシップの導入が掲げられた。約3万8000票で落選し、「結婚式」の約4カ月後に破局。
- 2009年（平成21年）3月27日、同性結婚が認められた国家に住む外国人と、相手国での同性結婚を行えるようになるとの報道がなされた[28][29]。日本は国内での同性結婚を認めていなかったことから、同性のパートナーとの国際結婚をするために、必要な書類の申請が行われた場合は拒否されていた。この変更によって、同性結婚を望む人に独身の成人である証明書を発行するよう、法務省の通達がなされた。
- 2011年（平成23年）5月、京都市にある臨済宗妙心寺派の春光院は、ゲイ・レズビアン・プライド月間（英語版）の一環として、翌6月の間は同性結婚式を同寺にて執り行える旨を発表した[30]。
- 2012年（平成24年）5月15日、東京ディズニーリゾート（ミリアルリゾートホテルズ）内の3つのホテルで、同性結婚式を挙げることが可能だと、オリエンタルランド広報担当者が述べた[31]。
- 2013年（平成25年）3月1日、東京ディズニーランドにて初の同性婚挙式が行われた。挙行したのは、女性の同性愛カップルである元宝塚歌劇団花組男役の東小雪と社会起業家の増原裕子[32]。

### 2014年
- 2月、「2020年の東京オリンピックまでに同性婚を日本で実現する」ことを掲げたNPO法人「EMA日本（いーまにほん）」が発足[33]。
- 6月5日、青森市在住の女性2人[注 1]が青森市役所に婚姻届を提出したが、青森市は日本国憲法の規定を根拠に受理しなかった[37]。

### 2015年
- 2月12日、渋谷区長の桑原敏武が会見で、同性のカップルに「結婚に相当する関係」と認める証明書を発行する新たな条例案をまとめ、3月の区議会に提出する方針を明らかにした。日本の地方自治体では初の試み[38]。
- 2月18日、参議院議員の松田公太は、上記の条例案提出の報道を受け、参議院本会議で安倍晋三首相に「同性婚を認める国は約20か国となり、日本としても同性カップルの生活上の困難を取り除いていく必要があると思うが、その前提として憲法24条は問題となると考えるか」と質問。これに対し安倍は「憲法24条は、婚姻は両性の合意のみに基づいて成立すると定めており、現行憲法の下では、同性カップルに婚姻の成立を認めることは想定されていない」と答弁した[39]。
- 3月31日、渋谷区が提出した『渋谷区男女平等及び多様性を尊重する社会を推進する条例』案が、渋谷区議会本会議で、賛成多数で可決された[13][40][41]。議長の前田和茂を除く31人で採決が行われ、賛成は21人で、反対は自民党会派7人と無所属3人の計10人であった[42][43][44][注 2]。同条例は、男女平等や多様性の尊重をうたった上で、「パートナーシップ証明」を実施する条項を明記し[13][40][41]、パートナーシップを「男女の婚姻関係と異ならない程度の実質を備える関係」と定義した[13][40][41]。
- 4月1日、東京都渋谷区がパートナーシップ宣誓制度を開始。全国で初[13][40][41]。
- 7月7日、41都道府県の性的少数者455人が、日本弁護士連合会に対して、日本において同性間の婚姻が認められていないことが人権を不当に侵害するものであることを理由として、人権救済の申立てを行った[45][46]。
- 11月1日、東京都世田谷区がパートナーシップ宣誓制度を開始。全国で2例目[47]。
- 11月30日、兵庫県宝塚市がパートナー宣誓書を提出した同性カップルに、2016年6月から宣誓を証明する受領証を発行し、さまざまなサービスが受けられるよう、要綱を定めると発表した。
- 12月10日、全国で2番目となる「性の多様性を尊重する都市・なは（通称・レインボーなは）」を宣言した沖縄県那覇市は、同性カップルの「パートナーシップ」に関する施策の導入に向け、検討を始めた。
- 12月25日、三重県伊賀市が、申請があった同性カップルに対し、翌年4月よりパートナーと認める証明書を交付する方針を固めた。

### 2016年
- 4月1日、三重県伊賀市がパートナーシップ宣誓制度を開始[48]。全国で3例目。
- 6月1日、兵庫県宝塚市がパートナーシップ宣誓制度を開始[49][50]。全国で4例目。
- 7月8日、沖縄県那覇市がパートナーシップ証明制度を開始[51]。全国で5例目。
- 9月4日、ガールズユニット・ももいろクローバーZのメンバー2名（百田夏菜子と玉井詩織）が同性結婚をテーマにした大規模コンサートを開催し、“新婦新婦”になりきって結婚披露宴を執り行う演出が話題となった[52]。

### 2017年
- 2月から30代と40代の男性カップルが、大阪市に委託され10代男児を預かっており、同市に里親認定されている。同性カップルの里親認定は全国初とみられる[53]。
- 6月1日、北海道札幌市がパートナーシップ宣誓制度を開始[54]。全国で6例目。政令指定都市では日本初。
- 11月23日、自民党総務会長の竹下亘は岐阜市内で開かれた党支部パーティーで講演。天皇、皇后が国賓を迎えて開く宮中晩餐会をめぐり、「国賓のパートナーが同性だった場合、私は（晩餐会への出席には）反対だ。日本国の伝統には合わないと思う」と述べた。

### 2018年
- 4月2日、福岡県福岡市がパートナーシップ宣誓制度を開始[55]。全国で7例目。
- 7月9日、大阪府大阪市がパートナーシップ宣誓制度を開始[56]。全国で8例目。
- 8月20日、東京都中野区がパートナーシップ宣誓制度を開始[57][58]。全国で9例目。

### 2019年

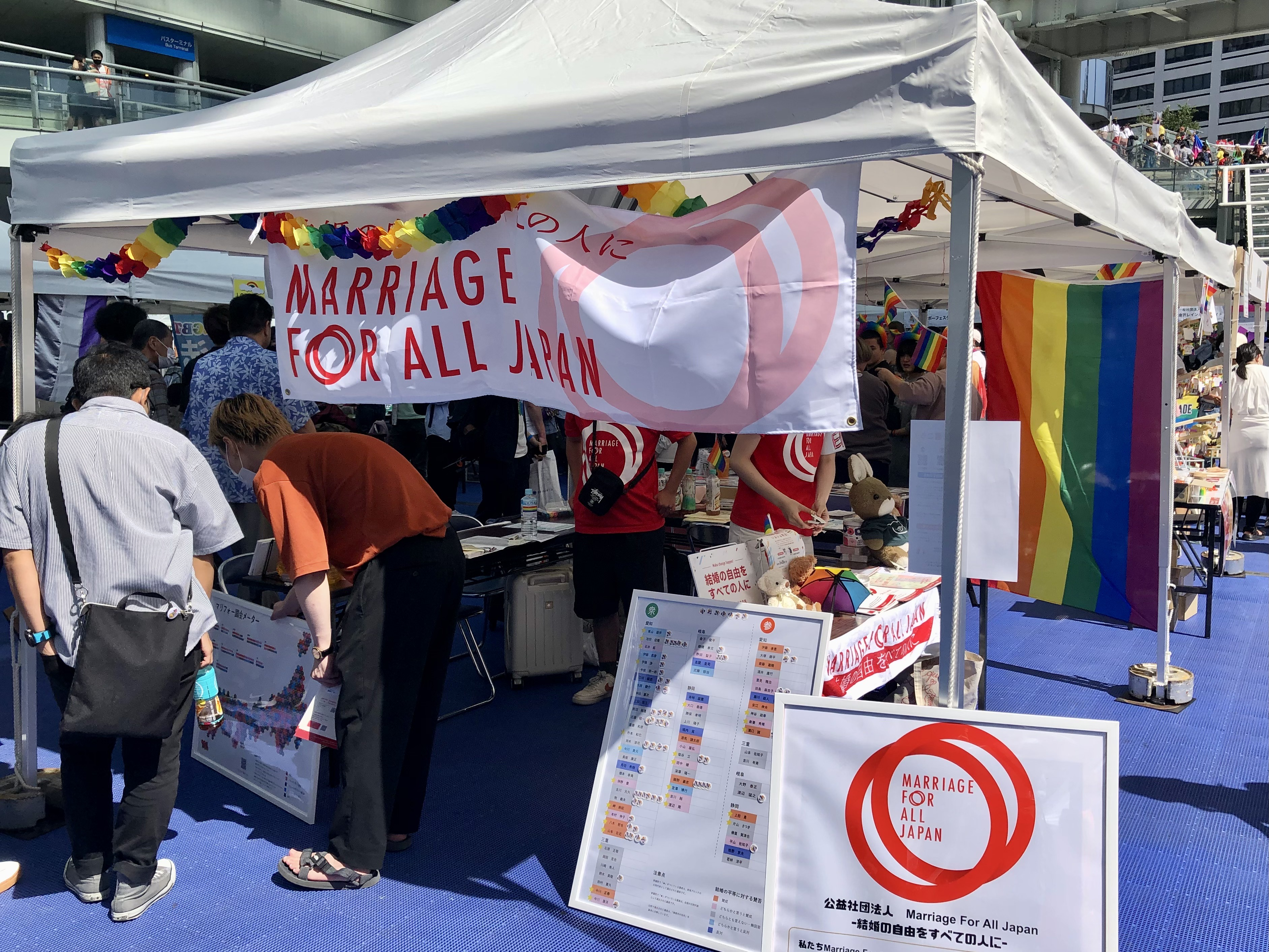
2019年2月14日、同性婚の合憲性を問う集団訴訟が東京、大阪、札幌、名古屋の4地裁で提起された。弁護団の有志らは訴訟に際し団体「Marriage For All Japan – 結婚の自由をすべての人に」を設立した。

- 1月1日、群馬県邑楽郡大泉町がパートナーシップ宣誓制度を開始[62]。全国で10例目。
- 1月29日、千葉県千葉市がパートナーシップ宣誓制度を開始[63][64]。全国で11例目。
- 2月14日、日本国が同性婚を認められないこと自体が憲法で定める婚姻の自由を侵害、かつ法の下の平等に反するとして、同性カップル13組が、日本国政府を相手取る訴訟を東京、大阪、札幌、名古屋の各地裁で起こした[65]。同性婚の合憲性を正面から問う訴訟は国内で初めてとされる[59][66][67]。

- 3月25日、茨城県議会はLGBTへの差別禁止を盛り込んだ男女共同参画推進条例改正案を可決した。ただし、当初改正案にあった「その他必要な施策を講ずる」との文言は、県議会最大会派の自民党が、パートナーシップ制度導入につながると反発。当該部分は同日の審議で「相談体制の整備を行う」と修正された。大井川和彦知事は記者会見で制度導入の検討を継続する方針を示した[68]。
- 4月1日、東京都江戸川区、豊島区、府中市、神奈川県横須賀市、小田原市、大阪府堺市、枚方市、岡山県総社市、熊本県熊本市がパートナーシップ宣誓制度を開始[69][70][71][72][73][74][75][76]。導入した自治体は全国で20となった。同じく4月1日導入を目指していた岐阜県飛騨市は市議会の賛同が得られず、制度開始が延期された[77][78]。
- 6月3日、栃木県鹿沼市がパートナーシップ宣誓制度を開始[79]。全国で21例目。
- 6月3日、同性同士で結婚できることを法律に明記するべきだとして、民法を改正する法案（婚姻平等法案）を、立憲民主党、日本共産党、社民党の野党3党が、衆議院に提出した[80]。[81] [82]
- 6月10日、宮崎県宮崎市がパートナーシップ宣誓制度を開始[83]。全国で22例目。
- 7月1日、福岡県北九州市がパートナーシップ宣誓制度を開始[84]。全国で23例目。
- 7月1日、茨城県がパートナーシップ宣誓制度を開始。都道府県規模では全国初となる[85]。制度導入に反対を示してきた茨城県議会の最大会派「いばらき自民」[68] からは「残念だ」との声が上がった[86]。全国で24例目。
- 7月25日、日本弁護士連合会は、同性同士の結婚（同性婚）ができないのは「憲法に照らし重大な人権侵害」だとして、日本政府に対し、同性結婚を認め、関連する法令の改正を求める初の意見書を公表した（政府、衆参両議院議長への提出は7月24日）。同意見書は、2015年の当事者からによる人権救済の申立てを受け、調査を経て作成された[46]。
- 9月1日、愛知県西尾市がパートナーシップ宣誓制度を開始[87]。全国で25例目。
- 9月2日、長崎県長崎市がパートナーシップ宣誓制度を開始[88]。全国で26例目。
- 9月5日、福岡市在住の1組の男性カップルが、2月14日に一斉提訴された訴訟と同様の訴訟を福岡地裁に提起した[89]。
- 10月11日、兵庫県三田市がパートナーシップ宣誓制度を開始[90]。全国で27例目。
- 11月22日、大阪府交野市がパートナーシップ宣誓制度を開始[91]。全国で28例目。
- 12月2日、神奈川県横浜市がパートナーシップ宣誓制度を開始[92]。全国で29例目。
- 12月4日、大阪府大東市、神奈川県鎌倉市がパートナーシップ宣誓制度を開始[93][94]。導入した自治体は全国で31となった。

### 2020年
- 1月1日、香川県三豊市がパートナーシップ宣誓制度を開始[95]。全国で32例目。
- １月6日、兵庫県尼崎市がパートナーシップ宣誓制度を開始[96]。全国で33例目。
- 1月22日、大阪府がパートナーシップ宣誓制度を開始[97]。全国で34例目。都道府県規模では2例目。
- 4月1日、東京都港区、東京都文京区、埼玉県さいたま市、神奈川県相模原市、神奈川県逗子市、新潟県新潟市、静岡県浜松市、奈良県奈良市、奈良県大和郡山市、香川県高松市、徳島県徳島市、福岡県古賀市、宮崎県木城町がパートナーシップ宣誓制度を開始した[98][99][100][101][102][103][104][105][106][107][108][109][110]。導入した自治体は全国で47となった。導入自治体の合計人口は約3300万人を超え、日本の人口の4分の1以上をカバーした。
- 5月1日、愛知県豊明市と埼玉県川越市がパートナーシップ宣誓制度を開始[111][112][113]。全国で49例目。
- 5月15日、兵庫県伊丹市がパートナーシップ宣誓制度を開始[114]。全国で50例目。
- 5月17日、兵庫県芦屋市がパートナーシップ宣誓制度を開始[115][116]。全国で51例目。
- 7月1日、神奈川県川崎市、神奈川県葉山町、三重県いなべ市、大阪府富田林市、岡山県岡山市がパートナーシップ宣誓制度を開始[117][118]。導入した自治体は全国で56となった。
- 8月1日、兵庫県川西市がパートナーシップ宣誓制度を開始[119]。全国で57例目[120]。
- 9月1日、京都府京都市、大阪府貝塚市がパートナーシップ宣誓制度を開始[121][122]。導入した自治体は全国で59となった。
- 10月1日、埼玉県坂戸市がパートナーシップ宣誓制度を開始[123]。全国で60例目。
- 10月20日、東京都小金井市がパートナーシップ宣誓制度を開始[124]。全国で61例目。
- 11月1日、千葉県松戸市、埼玉県北本市、栃木県栃木市がパートナーシップ宣誓制度を開始[125][126][127][128]。導入した自治体は全国で64となった。
- 11月15日、東京都国分寺市がパートナーシップ宣誓制度を開始[129]。全国で65例目。
- 12月1日、埼玉県鴻巣市がパートナーシップ宣誓制度を開始[130]。全国で66例目。
- 12月10日、青森県弘前市がパートナーシップ宣誓制度を開始[131]。全国で67例目。
- 12月21日、群馬県、同県渋川市がパートナーシップ宣誓制度を開始[132]。導入した自治体は全国で69となった。群馬県は、都道府県規模では3例目。

### 2021年
- 1月1日、神奈川県三浦市、香川県東かがわ市、徳島県吉野川市がパートナーシップ宣誓制度を開始[133]。導入した自治体は全国で72となった。
- 1月4日、広島市がパートナーシップ宣誓制度を開始。全国で73例目。
- 1月8日、兵庫県明石市が性的少数者のカップルのみならず、その子供との親子関係も自治体として認める「明石市パートナーシップ・ファミリーシップ制度」を開始[14][134]。全国で74例目。これにより導入自治体のカバー人口は33.4％となり、日本の人口の3分の1以上をカバーした。また、「ファミリーシップ制度」が日本で初めて導入された[15]。
- 2月1日、埼玉県桶川市、高知県高知市がパートナーシップ宣誓制度を開始[135]。導入した自治体は全国で76となった。
- 3月1日、埼玉県伊奈町、京都府亀岡市がパートナーシップ宣誓制度を開始[136][137]。導入した自治体は全国で78となった。
- 3月16日、埼玉県上尾市がパートナーシップ宣誓制度を開始[138]。全国で79例目。
- 3月17日、2019年2月に北海道内のカップル3組6人が同性同士の法律婚を認めないのは憲法違反として慰謝料の支払いを国に要求した訴訟[65]の判決で、札幌地方裁判所（武部知子裁判長）は原告の請求を棄却するも、「憲法14条に違反する」との判断を下した[139][140][141][142]。これに対し、加藤勝信内閣官房長官（菅義偉内閣）は同日午後の定例記者会見で、「現段階では確定前の判決であり、また他の裁判所に継続中の同種訴訟もある。そうした訴訟の判断も注視していきたい」「政府としては、婚姻に関する民法の規定が憲法に反するものとは考えていない」と述べた。一方、税制や相続面での不利益の是正に関しては「判決の詳細について承知していないと申し上げたが、今後、法務省などで精査することになる」とも述べた[143]。
- 3月19日、同性カップルにおける不貞行為をめぐる慰謝料請求訴訟において、請求を認容した第一審（宇都宮地方裁判所真岡支部（中畑洋輔裁判官））[144]、控訴審（東京高等裁判所（秋吉仁美裁判長））[145]に続き、最高裁判所が上告を棄却したことで、同性カップル間でも内縁関係が成立するとの司法判断が確定した[146]。
- 3月26日、「結婚の自由をすべての人に」東京訴訟弁護団は、法律上同性同士のカップルの婚姻の法制化を一日も早く実現するため、8名の新たな原告とともに、第二次訴訟を提起した[147]。
- 4月1日、群馬県安中市、埼玉県本庄市、越谷市、行田市、三芳町、東京都足立区、国立市、神奈川県茅ヶ崎市、大和市、藤沢市、静岡県富士市、長野県松本市、愛知県豊橋市、奈良県天理市、生駒市、兵庫県西宮市、猪名川町、徳島県北島町、香川県小豆島町、土庄町、多度津町、大分県臼杵市、宮崎県日南市、鹿児島県指宿市がパートナーシップ宣誓制度を開始。導入した自治体は全国で103となった[148][149][150][151]。
- 4月26日、宮崎県延岡市がパートナーシップ宣誓制度を開始[152]。全国で104例目。
- 5月1日、千葉県浦安市がパートナーシップ宣誓制度を開始[153]。全国で105例目。
- 6月1日、群馬県千代田町、京都府長岡京市がパートナーシップ宣誓制度を開始。導入した自治体は全国で107となった。
- 7月1日、石川県金沢市、神奈川県東松山市、南足柄市、大井町がパートナーシップ宣誓制度を開始。導入した自治体は全国で111となった。
- 7月16日、愛知県豊田市がファミリーシップ宣言制度を開始。全国で112例目。
- 8月27日、佐賀県がパートナーシップ宣誓制度を開始[154]。全国で113例目。都道府県規模では4例目
- 9月1日、三重県、栃木県日光市、山口県宇部市、宮崎県新富町がパートナーシップ宣誓制度を開始[155]。埼玉県入間市、徳島県三好市がパートナーシップ・ファミリーシップ宣誓制度を開始[156]。導入した自治体は全国で119となった。
- 10月1日、埼玉県久喜市、毛呂山町、川島町、神奈川県松田町、滋賀県彦根市、京都府向日市、岡山県備前市、広島県安芸高田市、佐賀県唐津市、熊本県大津町、沖縄県浦添市がパートナーシップ宣誓制度を開始[157][158]。導入した自治体は全国で130となった。
- 10月11日、埼玉県狭山市がパートナーシップ宣誓制度を開始[159]。全国で131例目。
- 11月1日、徳島県那賀町がパートナーシップ宣誓制度を開始[160]。全国で132例目。
- 12月1日、埼玉県ときがわ町、山梨県甲州市、岡山県倉敷市、真庭市、香川県善通寺市、宮崎県えびの市がパートナーシップ宣誓制度を開始[161][162]。導入した自治体は全国で138となった。
- 12月10日、石川県白山市がパートナーシップ宣誓制度を開始[163]。全国で139例目。
- 12月16日、千葉県船橋市がパートナーシップ宣誓制度を開始[164]。全国で140例目。
- 12月20日、埼玉県草加市がパートナーシップ宣誓制度を開始[165]。全国で141例目。

### 2022年
- 1月1日、埼玉県所沢市、飯能市、日高市がパートナーシップ・ファミリーシップ宣誓制度を開始[166][167][168]。広島県三原市、鹿児島県鹿児島市がパートナーシップ宣誓制度を開始[169][170]。導入した自治体は全国で146となった。
- 1月4日、愛知県蒲郡市がパートナーシップ宣誓制度を開始[171]。全国で147例目。
- 2月1日、千葉県市川市がパートナーシップ・ファミリーシップ宣誓制度を開始[172]。東京都多摩市、神奈川県綾瀬市、寒川町、埼玉県吉川市がパートナーシップ宣誓制度を開始[173][174][175][176]。導入した自治体は全国で152となった。
- 2月7日、青森県がパートナーシップ宣誓制度を開始[177]。全国で153例目。都道府県規模では5例目。
- 3月1日、北海道江別市、徳島県美馬市、佐賀県上峰町がパートナーシップ宣誓制度を開始[178][179][180]。導入した自治体は全国で156となった。
- 3月23日、埼玉県深谷市がパートナーシップ宣誓制度を開始[181]。全国で157例目。
- 4月1日、秋田県、福岡県、北海道函館市、北見市、秋田県秋田市、栃木県野木町、埼玉県熊谷市、八潮市、富士見市、吉見町、鳩山町、横瀬町、美里町、神川町、上里町、東京都北区、武蔵野市、神奈川県平塚市、厚木市、海老名市、大磯町、二宮町、中井町、山北町、開成町、愛川町、長野県駒ヶ根市、岐阜県関市、静岡県静岡市、湖西市、愛知県新城市、高浜市、田原市、京都府福知山市、兵庫県姫路市、たつの市、広島県廿日市市、府中町、香川県観音寺市、さぬき市、宇多津町、綾川町、琴平町、まんのう町、大分県豊後大野市、竹田市、宮崎県西都市、門川町がパートナーシップ宣誓制度を開始[182][183][184][185][186][187][188][189][190][191][192][193][194][195][196][197][198][199][200][201][202][203][204][205][206][207][208][209][210][211][212][213][214][215][216][217][218][219][220][221][222][223][224][225][226][227][228]。埼玉県宮代町、愛知県岡崎市、岡山県笠岡市、徳島県阿南市、福岡県福津市、粕屋町がパートナーシップ・ファミリーシップ宣誓制度を開始[229][230][231][232][233]。導入した自治体は全国で211となった。秋田県、福岡県は都道府県規模では5例目および6例目となった。パートナーシップ宣誓制度の人口カバー率が総人口の50パーセントを超えたと見られる[16]。
- 4月25日、東京都荒川区がパートナーシップ宣誓制度を開始[234]。全国で212例目
- 5月1日、愛知県春日井市がパートナーシップ・ファミリーシップ宣誓制度を開始[235]。全国で213例目。
- 6月1日、千葉県習志野市、徳島県鳴門市、高知市土佐清水市がパートナーシップ・ファミリーシップ宣誓制度を開始[236][237][238]。香川県坂出市、宮崎県日向市がパートナーシップ宣誓制度を開始[239][240]。全国で218例目。
- 6月20日、大阪地裁（土井文美裁判長）は、同性婚訴訟において原告の損害賠償請求を棄却。「合憲」との判断を下した[241]。
- 7月1日、埼玉県ふじみ野市、神奈川県清川村、愛知県豊川市、大阪府茨木市、鳥取県境港市がパートナーシップ宣誓制度を開始[242][243][244][245]。
- 7月30日、熊本県菊池市がパートナーシップ宣誓制度を開始[246]。
- 9月1日、栃木県、栃木県佐野市、埼玉県三郷市、新潟県三条市、愛知県一宮市、豊山町、香川県三木町がパートナーシップ宣誓制度を開始[247][248][249][250][251][252]。栃木県は都道府県規模で6例目。
- 10月1日、栃木県大田原市、那須塩原市、神奈川県座間市、福井県越前市、愛知県みよし市、岡山県瀬戸内市、美作市、広島県海田町、徳島県阿波市、高知県黒潮町がパートナーシップ宣誓制度を開始[253][254][255][256][257][258][259][260][261][262]。
- 10月11日、埼玉県戸田市がパートナーシップ・ファミリーシップ届出制度を開始[263]。
- 11月1日、東京都、高知県南国市、大阪府池田市がパートナーシップ宣誓制度を開始[264][265][266]。東京都は都道府県規模で7例目。
- 11月30日、東京地裁（池原桃子裁判長）は、同性婚訴訟において原告の損害賠償請求を棄却したが、「憲法24条2項に違反する状態にある」と指摘した[267]。
- 12月1日、北海道帯広市、石川県野々市市、長野県長野市、愛知県名古屋市、岡山県浅口市がパートナーシップ宣誓制度を開始[268][269][270][271][272]。
- 12月23日、岩手県一関市がパートナーシップ宣誓制度を開始[273]。

### 2023年
- 5月30日、名古屋地裁（西村修裁判長）は、同性婚訴訟において原告の損害賠償請求を棄却したが、「憲法14条にも同24条2項にも違反する」との判断を示した。24条に違反するとの判断は初めて[274][275][276][277]。
- 5月31日、世田谷区は、災害発生時などに水防活動や応急措置にあたり死亡した住民の遺族に支給される「死亡補償一時金」を、遺族の同性パートナーも対象にする新制度を7月1日から開始すると発表した[278]。
- 6月8日、福岡地裁（上田洋幸裁判長）は、同性婚訴訟において原告の損害賠償請求を棄却したが、「憲法24条2項に違反する状態にある」と指摘した[279]。
- 10月、鳥取県倉吉市は、同性パートナーの希望があれば、住民票の続き柄を未届けの妻または夫とする制度を始めた[280][281]。

### 2024年
- 3月14日、東京地裁（飛澤知行裁判長）は、同性婚訴訟において原告の損害賠償請求を棄却したが、「憲法24条2項に違反する状態にある」と指摘した[12]。
- 同日、札幌高裁（齋藤清文裁判長）は、同性婚訴訟において原告の控訴を棄却して損害賠償請求を棄却したが、「憲法14条にも同24条にも違反する」との判断を示した。控訴審における高等裁判所の判断は初めて。また、両性間の婚姻の自由を定めた24条1項に違反するとの判断も初めて[17]。
- 3月26日、最高裁第三小法廷（林道晴裁判長）は、自身と同性のパートナーを殺害され、犯罪被害者給付金の不支給裁定の取り消しを求めていた男性の訴訟について、犯罪被害者と同性のパートナーも「事実上婚姻関係と同様の事情にあつた者」に該当し、犯罪被害者給付金の支給対象となりうるとし、原判決を破棄して審理を名古屋高裁に差し戻した[4]。裁判官5名中4名の多数意見である（後述）。
- 5月2日、長崎県大村市が、市内の男性の同性カップルに対し、続き柄欄に「夫（未届）」と記載した住民票を交付した[282][283]。これまで男女間の事実婚として利用されていた表記を、同性カップルにも適用した[282]。
- 10月30日、東京高裁（谷口園恵裁判長）は、同性婚訴訟（東京1次訴訟・控訴審）において、原告の控訴を棄却して損害賠償請求を棄却したが、札幌高裁と同じく、「憲法14条1項、24条2項に違反する」と判断した[284][285]。
- 12月13日、福岡高裁（岡田健裁判長）は、同性婚訴訟において、原告の控訴を棄却して損害賠償請求を棄却したが、札幌高裁、東京高裁と同じく、「憲法14条1項、24条2項に違反する」としたほか「憲法13条に違反する」という判断をした。幸福追求権を保障している13条に違反するとの判断は初めて[286][287]。

### 2025年
- 2月14日、党議拘束なしで同性婚に賛成する衆議院議員が、衆議院の過半数を越えた。[288]尚、反対意見は残りの半分以下であり、後は賛否を明確にしていない。[289]

## 訴訟

### 同性カップルと不貞行為
2014年12月29日、ともに女性であるAとBは、米国ニューヨーク州で婚姻登録証明書を取得し，同州内で結婚式を挙げた。その後、Aは日本国内に自身の名義でマンションを購入し、Bと同居を始めた。2017年1月にBはマンションを出て、以前、精子提供者として知り合った男性のCと不妊治療を再開した。2018年8月、Bは長女を出産した。
Aは、BとCが不貞行為をして同性婚が破綻したとして、BとCに対し、連帯して慰謝料等約630万円の請求を求めた。
2019年9月18日、宇都宮地裁真岡支部は、憲法24条が婚姻を「両性の合意のみに基づく」としているのは「憲法制定当時は同性婚が想定されていなかったからにすぎず、同性婚を否定する趣旨とまでは解されない」と判示し、Bに対し、慰謝料などとして110万円を支払うよう命じた。
2020年3月4日の二審・東京高裁判決は、「同性同士であるために法律上の婚姻の届出はできないものの、できる限り社会観念上夫婦と同様であると認められる関係を形成しようとしていたものであり、平成28年12月当時、男女が相協力して夫婦としての生活を営む結合としての婚姻に準ずる関係にあった」と認め、民法上の不法行為に関して、互いに、婚姻に準ずる関係から生じる法律上保護される利益を有するとした。
2021年3月17日、最高裁判所は裁判官4人全員一致の結論で、同性カップルでも法的保護の対象だと判断した一、二審判決を是認し、詳しい理由は示さなかったものの婚姻に準じる関係の同性カップルに法的保護を認めた。

### 同性パートナーに対する犯罪被害者給付金の不支給
2014年12月、男性Dと共同生活を継続していた男性Eが自宅で殺害された。2016年12月、Dは犯罪被害者等給付金の支給等による犯罪被害者等の支援に関する法律（以下「犯給法」）の規定に基づく遺族給付金の支給の裁定を申請したが、2017年12月、愛知県公安委員会は，Dは犯給法5条1項1号に該当しないとして支給しない旨の裁定を下した。2018年7月9日、Dは裁定取り消しを求めて愛知県を相手取り名古屋地裁に提訴した。弁護団には、府中青年の家事件の原告代理人を務めた中川重徳、同事件の当事者だった永野靖が加わった。
2020年6月4日、名古屋地裁は、支給対象となる事実婚の範囲に同性同士のカップルは含まれないとして請求を棄却した。原告は控訴したが、2022年8月26日、名古屋高裁もDの控訴を棄却した。
これに対してDは2022年9月4日に最高裁判所に上告をしたところ、2024年3月5日に最高裁第三小法廷（林道晴裁判長）において口頭弁論が開かれた。同年3月26日、犯罪被害者遺族が犯罪行為によって受けた精神的、経済的打撃の軽減等を図る必要性が高いと考えられる場合があることは、そのパートナーが同性であるか異性であるかによって直ちに異なるものとはいえず、犯罪被害等を受けた者の権利利益の保護が図られる社会の実現に寄与することを目的とする犯罪被害者給付金の制度目的から考えても、犯罪被害者と同性のパートナーも「事実上婚姻関係と同様の事情にあつた者」に該当し、犯罪被害者給付金の支給対象となりうるとする判断を示し、前述の名古屋高裁の判決を破棄し、実際にDがEと事実上の婚姻状態にあったかどうかの事実を審理するため、事件を名古屋高裁に差し戻した。「婚姻の届出をしていないが、事実上婚姻関係と同様の事情にあつた者」と同趣旨の規定は他の制度にも多く存在し、これらの解釈にも影響する可能性がある。
裁判官5名中4名の多数意見の結論である。今崎幸彦裁判官（裁判官出身）は、犯罪被害者と同性のカップルが犯罪行為によって生じる精神的、打撃の度合いが異性カップルと異ならないことは事実であるが、犯罪被害者の他の親族が支給対象から外れることによって同性パートナーとの利害対立が生じるうること、民法など他の法令との整合性が取れないことなどから、同性のパートナーは「事実上婚姻関係と同様の事情にあつた者」に該当し得ず、またそう解釈しても憲法14条には違反しないので、上告を棄却するべきであるとする反対意見を述べた。また、同性パートナーシップに対する法的保護の在り方については憲法解釈を含めた社会的な議論がなされるべきで、現時点においてはまだそのような議論は尽くされておらず、多数意見は「先を急ぎ過ぎているとの印象を否めない」と指摘した。

## 憲法の解釈

### 日本国憲法第14条
日本国憲法第14条1項は、「すべて国民は、法の下に平等であって、人種、信条、性別、社会的身分又は門地により、政治的、経済的又は社会的関係において、差別されない。」とし、「法の下の平等」を規定している。
憲法14条1項については、国民に対し、法の下の平等を保障したものであり、「人種、信条、性別、社会的身分又は門地」は例示的なものであって、必ずしもそれに限るものではなく、この平等の要請は、事柄の性質に即応した合理的な根拠に基づくものでないかぎり、差別的な取扱いをすることを禁止する趣旨であるとするのが最高裁判所の判例である。
「結婚の自由をすべての人に」訴訟において各裁判所が下した憲法14条の判断は「#「結婚の自由をすべての人に」訴訟における憲法判断の一覧」を参照のこと。

### 日本国憲法第24条
日本国憲法第24条1項「婚姻は、両性の合意のみに基いて成立し、夫婦が同等の権利を有することを基本として、相互の協力により、維持されなければならない」、及び同条2項「配偶者の選択、財産権、相続、住居の選定、離婚並びに婚姻及び家族に関するその他の事項に関しては、法律は、個人の尊厳と両性の本質的平等に立脚して制定されなければならない」の解釈を巡り、議論がある。
「24条の『両性』とは男女のことを指すため、同性婚の法制化には憲法の改正が必要」とする解釈がある（改正必要論）。これに対し、憲法24条1項の規定は「家族形成の自由」と「婚姻における男女の平等」、家や親ではなく結婚する当人個人の意思の尊重などを意図したものであって、同性婚の禁止を意図したものではないとし、現憲法下での同性婚の法制化は可能であるという解釈が存在する（改正不要論）。
なお、日本国憲法第24条1項の原案となったGHQの英文憲法草案第18条は、
「Marriage shall rest upon the indisputable legal and social equality of both sexes, founded upon mutual consent instead of parental coercion, and maintained through cooperation instead of male domination.
（婚姻は、両性が法律的にも社会的にも平等であることは当然である。このような考えに基礎をおき、親の強制ではなく相互の合意に基づき、かつ男性の支配ではなく両性の協力に基づくべきことをここに定める）」
であり、この条文は、”parental coercion”（親による婚姻の強制）や”male domination”（男性による女性支配）を是正するために、家族関係形成の自由・男女平等の理念を定めたものだった。
憲法を制定するために1946年8月24日に開かれた制憲議会（第90回帝国議会）でも、同性婚については全く議論されていない。24条の原案を作ったベアテ・シロタ・ゴードンは、生前のインタビューで、同性愛者の存在など当時は知らなかったという趣旨のことを語っている。
「結婚の自由をすべての人に」訴訟において各裁判所が下した憲法24条の判断は「#「結婚の自由をすべての人に」訴訟における憲法判断の一覧」を参照のこと。

#### 改憲必要論
- 中央大学教授で法学者の植野妙実子は、2000年の著書で、「日本国憲法二十四条一項は、婚姻が両性の合意のみに基づいて成立するとしているので、婚姻は異性間でしか行われない」として、憲法24条が想定する婚姻は異性婚に限られていると述べている[307]。同様の見解として、弁護士の藤本尚道は2015年4月に「ここでは明確に『両性の合意のみ』と規定されていますから、『同性婚』は想定されていないというのが素直な憲法解釈でしょう」と述べている[308]。日本女性法律家協会所属の津田塾大学教授である武田万里子は、2011年の著書で、憲法上の同性婚の許容性については述べていないものの、憲法24条が「異性間の婚姻・家族を前提としていることは明らかである」としている[309]。このような理解を前提に、憲法学者の八木秀次は2015年3月に、憲法の規定は「同性婚を排除している」と主張している[310]。憲法学者の辻村みよ子は2008年の著書で、憲法24条の規定が「『超現代家族』への展開にブレーキをかけうる」として同性婚合法化の障壁になっているとの見解を示している[311]。
- 辻村みよ子は2016年4月の著書で「通説は24条下では同性婚は容認されないと解してきた」と分析している[312]。弁護士の鈴木朋絵と、同じく弁護士の森あいは『自由と正義』（日本弁護士連合会）2016年11月号で辻村の上記の文を引用し、「日本の憲法学上、同性婚はほとんど論じられてこなかった。そもそも、同性婚を論ずる際に問題とされがちな憲法24条についてさえ、著名な基本書に記載は存在しないか、または極めて少ない。（中略）『通説』を決められるほど議論されてはいない」と指摘している[313]。また、辻村は同じ著書の中で、個人の尊重や幸福追求権が重視される昨今では、状況の変化をもって同性婚を認めるのも無理な解釈とは言えないとも説明している[312][313]。
- 自身が同性愛者であることを公表している市民活動家の明智カイトは、2015年4月の記事で司法関係者の間に「憲法を改正しなければ、同性婚は法的に成立しない」という意見もあると述べている[314]。
- 2019年6月26日、自由民主党政務調査会が出した報告では、同性愛の理解を推し進めると宣言している一方、結婚の問題については、憲法24条を理由に「同性婚容認は相容れない」としている[315]。

#### 改憲不要論
- 日本弁護士連合会は、2019年7月24日付けで山下貴司法務大臣、安倍晋三内閣総理大臣（第4次安倍第1次改造内閣）、大島理森衆議院議長および伊達忠一参議院議長宛てに提出した意見書の中で、次のように述べている[45]。
  - 日本国憲法第24条1項は『当事者の合意のみを要件とする婚姻の自由を保障しているが、これは、自己の意思に反する婚姻を強制されず、また、婚姻の成否への両当事者以外の第三者の意思の介入を禁じることを目的としたものである。
  - 最高裁も、同項について、「婚姻をするかどうか、いつ誰と婚姻をするかについては、当事者間の自由かつ平等な意思決定に委ねられるべきであるという趣旨を明らかにしたものと解される。」と判示しているところであり（最大 判平成27年12月16日民集69巻8号2586頁）、同項の趣旨は婚姻が当事者の自由かつ平等な意思決定に委ねられるべきものを明らかにする趣旨であって、同性婚を禁止する趣旨ではない。
  - そして、同条2項は、「配偶者の選択、財産権、相続、住居の選定、離婚並びに婚姻及び家族に関するその他の事項に関しては、法律は、個人の尊厳と両性の本質的平等に立脚して、制定されなければならない。」と規定し、 個人の尊厳と両性の本質的な平等が、家庭生活において法律を通じて具体化されなければならないことを定めている。
  - 同項の趣旨についても、上記最高裁判決は、「具体的な制度の構築を第一次的には国会の合理的な立法裁量に委ねるとともに、その立法に当たっては、同条1項も前提としつつ、個人の尊厳と両性の本質的平等に立脚すべきであるとする要請、指針を示すことによって、その裁量の限界を画したもの」とした上で、「憲法上直接保障された権利とまではいえない人格的利益をも尊重すべきこと、両性の実質的な平等が保たれるように図ること、婚姻制度の内容により婚姻をすることが事実上不当に制約されることのないように図ること等についても十分に配慮した 法律の制定を求めるものであり、この点でも立法裁量に限定的な指針を与えるもの」であると判示した。
  - このように、憲法24条全体の趣旨は、明治憲法時代の家父長制度の解体と個人の尊厳と両性の本質的平等を徹底した新しい家族制度の構築にあり、制度の構築に当たって立法裁量を画する意義をも有するというべきであり、このような同条2項の趣旨から同性婚を禁止する趣旨を読み取ることはできない。
  - 次に憲法24条の趣旨にかかわらず、「両性の合意のみ」との文言自体が同性婚を禁止しているという議論が可能かが問題となる。
  - しかし、憲法の制定当時は、同性愛は精神障害として治療の対象とされていた時代であり、憲法の制定に当たって、同性婚を想定するようなことはあり得なかった。
  - 当然、憲法制定会議の議論においても、同性婚を禁止すべきか否かが議論されることもなかった。
  - したがって、「両性の合意のみ」との文言が同性の婚姻を禁止する趣旨まで有すると考えることはできない。』と述べた上で、『したがって、憲法２４条は、同性婚を法律で認めることを禁止しておらず、 その基本的な趣旨に照らせばむしろ許容しているものと考えるべきである。』と日本弁護士連合会は結論づけている[45]。
- 衆議院法制局は、2021年2月25日に第204回国会衆議院予算委員会の分科会で「憲法24条は同性婚を禁止していないと解釈できるか」という質問に対して「憲法24条1項と同性婚の関係については、論理的にいくつかの解釈が成り立ち得ると考えますが、結論から申しますと、少なくとも日本国憲法は同性婚を法制化することを禁止はしていない、すなわち認めているとの『許容説』は、十分に成り立ち得ると考えております」と回答した[316]。
- 宇都宮地裁は、2019年9月18日に、憲法24条が婚姻を「両性の合意のみに基づく」としているのは「憲法制定当時は同性婚が想定されていなかったからにすぎず、同性婚を否定する趣旨とまでは解されない」と判示した[290]。
- 札幌地裁は、2021年3月17日に、「現行民法の諸規定、民法改正の経緯、明治民法における婚姻の目的に関する解釈などに照らすと、本件規定は、夫婦が子を産み育てながら共同生活を送るという関係に対して法的保護を与えることと共に、子の有無にかかわらず夫婦の共同生活自体の保護も、重要な目的としていると解することができる。また、憲法24条も、同性愛者が営む共同生活に対する一切の法的保護を否定する趣旨まで有するとは解されない。そうすると、本件規定や憲法24条は、同性愛者のカップルに対する一切の法的保護を否定する理由となるものとはいえない。」と判示した[317]。
- 大阪地裁は、2022年6月20日に、「憲法24条1項が設けられた趣旨は、明治民法における旧来の封建的な家制度を否定し、個人の尊厳の観点から婚姻が当事者間の自由かつ平等な意思決定である合意のみに委ねられることを明らかにする点にあることに加え、誰と婚姻をするかの選択は個人の自己実現そのものであって、同性愛者にも異性愛者と同様の婚姻又はこれに準ずる制度を認めることは、憲法の普遍的価値である個人の尊厳や多様な人々の共生の理念に沿うものでこそあれ、これに抵触するものでないことからすると、憲法24条1項が異性間の婚姻のみを定めているからといって、同性間の婚姻又はこれに準ずる制度を構築することを禁止する趣旨であるとまで解すべきではない。」と判示した[318]。
- 東京地裁は、2022年11月30日に、憲法24条について「同条は、法律婚制度に同性間の婚姻を含めることについては何ら触れておらず、本件諸規定が定める婚姻を同性間にも認める立法をすること、又は同性間の人的結合関係について婚姻に類する制度を法律により構築することなどを禁止するものではなく、このような立法は、その内容が個人の尊厳と両性の本質的平等に反し立法府に与えられた裁量権の範囲を逸脱するものでない限り、憲法24条に違反するものではないということができる。」と判示した[319]。
- 名古屋地裁は、2023年5月30日に、「憲法24条の主眼は、明治民法下の家制度を改め、戸主同意権を廃するなど、婚姻を含む家族生活について民主主義の基本原理である個人の尊厳と両性の本質的平等の原則を特に定めたところにあったと解され、同条が同性間に法律婚制度を及ぼすことを禁止しているとは解されない。」と判示した[320]。
- 福岡地裁は、2023年6月8日に、「憲法24条1項の制定時において同性婚は想定されていなかったものと認められ、当該規定は同性婚を禁止する趣旨のものではない」「憲法24条の根底にあった理念の一つは、個人の尊厳であり、これは異性愛者であっても同性愛者であっても変わりなく尊重されるべきものであるから、同性カップルに関する事項についても、憲法24条2項の裁量の限界にも画されると解するべきである」と判示した[321]。
- 憲法学者の木村草太は2017年5月に、憲法24条1項は「異性婚」が両性の合意のみに基づいて成立することを示しているにすぎず、同性婚を禁止した条文ではないと述べている[322]。「主要な憲法の教科書を見ても、『憲法24条の保護は同性婚に及ばない』と解説するものはあっても、『同性カップルの共同生活に法的効果を認めると憲法違反だ』とか、『同性カップルに、里親資格を認めると憲法違反だ』と書いたものは見当たりません」[323]。
- 東京弁護士会所属の弁護士である濵門俊也は、2015年6月に、憲法24条で規定されている「婚姻」には同性婚が含まれず、憲法は同性婚について何も言及していないため、同性婚の法制化は憲法上禁じられていないと考察している[324]。
- 大阪電気通信大学教授である法学者の中里見博は、2015年に、憲法24条は婚姻の成立の「当事者主義」を打ち出すことに力点を置いており、同性婚の排除を宣明する目的で書かれたものではないとの見解を示している[325][326]。
- 聖学院大学政治経済学部教授である石川裕一郎は「日本の法制度は同性婚を認めてはいないが、禁止もしていない」と主張し、違憲論を否定している。また、違憲論に対して「私を含め多くの憲法学者、民法学者、法律家たちはそれは間違いとする立場をとっています。」として、合憲論が法律家の間で多数派であるという見解を示した[327]。
- 早稲田大学法学学術院教授、弁護士である棚村政行は2015年2月に、「憲法24条の主眼は、婚姻をかつての『家制度』から解放することにある。当時、同性婚を念頭に置いた議論はされておらず、排除しているとまでは言えない」と述べた上で、「憲法14条の法の下の平等などに照らせば同性婚を認めないのは問題だ」と指摘している[328]。
- 明治大学教授である憲法学者の辻村みよ子は、個人の尊重や幸福追求権が重視される昨今では、状況の変化をもって同性婚を認めるのも無理な解釈とは言えないと説明している[329][313]。
- 神戸学院大学准教授である憲法学者の福嶋敏明は2015年に、「個人の尊厳と両性の本質的平等」への立脚を命じた24条2項の規定が同性婚法制化を阻むとは考え難いとの観点から、同性婚を積極的に排除する意図を憲法から見出すことは困難であると述べるとともに、同性婚を認めるために憲法を改正する必要はないと論じている[326][330]。
- 大阪弁護士会所属の弁護士である三輪晃義は2017年に、24条2項が「個人の尊厳」に立脚した家族制度の制定を要請していることから、同項を根拠にして同性婚が法制化される可能性を主張している[331][332]。
- 早稲田大学法学学術院教授である岩志和一郎は2018年5月に、「合意のみ」という部分にこそ自由権としての本質的な意義があるのであり、「合意」の当事者についてはその典型例として「両性の」と記しているにすぎないとする解釈を提示している[333]。

- これらの学説に加え、憲法24条2項（個人の尊厳と両性の本質的平等）の「個人の尊厳と両性の本質的平等に立脚する」という部分に注目し、これが同性婚を認める根拠になるのではないか、と主張している法律家もいる[334]。
- 「両性」は「男女」の組み合わせに限定されず、「それぞれの独立した両方の性」として「女性と女性」「男性と男性」の組み合わせも含まれると解釈することで、憲法24条1項が同性婚の権利をも保障しているとする見解もある[335]。

#### 安倍晋三内閣総理大臣（2015）
安倍晋三内閣総理大臣は平成27年（2015）2月18日の参議院本会議において「憲法二十四条は、婚姻は、両性の合意のみに基づいて成立すると定めており、現行憲法の下では、同性カップルに婚姻の成立を認めることは想定されておりません。同性婚を認めるために憲法改正を検討すべきか否かは、我が国の家族の在り方の根幹に関わる問題であり、極めて慎重な検討を要するものと考えております。」との政府見解を国会の場において示している。

##### 松野官房長官（2023年）
松野博一官房長官は2023年2月8日の記者会見で「憲法第24条第1項は（中略）同性婚制度を認めることは想定されていないものと承知している」と述べた上で、「現在、政府においては、この、想定されていないということを超えて、憲法第24条第1項が同性婚制度の導入を禁止しているのか、あるいは許容しているかについて、特定の立場に立っているわけではない」と語った。

##### 婚姻届不受理証明書への記載事由
2014年6月5日、青森市在住の女性2人が青森市役所に婚姻届を提出したが、青森市は日本国憲法の規定を根拠に受理しなかった。同日に発行された「不受理証明書」には、婚姻届を「日本国憲法第24条第1項により受理しなかったことを証明する」ことが記載されていた。
ただ、2015年当時法務省民事局民事第一課長を務めていた山﨑耕史氏の発言によると、憲法上の問題であるとは法務省でも簡単に言えることではないとして、同性カップルの結婚届の不受理証明に憲法上問題があるという記載はしなくなり、少なくとも現行民法が同性婚を前提としていないことは明らかであることから、山﨑氏が同課長に就任した後は、不適法であるということで不受理証明が出されているとしている。

### 「結婚の自由をすべての人に」訴訟における憲法判断の一覧
2019年2月14日、同性間の結婚を認めていない民法と戸籍法の規定は違憲だとする集団訴訟が東京、大阪、札幌、名古屋の4地裁に提起された。2024年3月14日の時点で北海道訴訟（札幌高裁）、関西訴訟（大阪高裁）、東京1次訴訟（東京高裁）、東京2次訴訟（東京地裁）、愛知訴訟（名古屋高裁）、九州訴訟（福岡高裁）の計6つの裁判が行われている。各裁判所が下した憲法判断は以下のとおり。
| 一審・地方裁判所   | 一審・地方裁判所 | 一審・地方裁判所 | 一審・地方裁判所 | 一審・地方裁判所 | 一審・地方裁判所 | 一審・地方裁判所 | 一審・地方裁判所 | 一審・地方裁判所 |
| 訴訟名             | 裁判所           | 提訴日           | 判決日           | 24条1項          | 24条2項          | 14条1項          | 13条             | 出典             |
| ------------------ | ---------------- | ---------------- | ---------------- | ---------------- | ---------------- | ---------------- | ---------------- | ---------------- |
| 北海道訴訟         | 札幌地方裁判所   | 2019年2月14日    | 2021年3月17日    | 合憲             | 合憲             | 違憲             | 合憲             | [ 341 ]          |
| 関西訴訟           | 大阪地方裁判所   | 2019年2月14日    | 2022年6月20日    | 合憲             | 合憲             | 合憲             | 合憲             | [ 342 ]          |
| 東京訴訟（1次）    | 東京地方裁判所   | 2019年2月14日    | 2022年11月30日   | 合憲             | 違憲状態         | 合憲             | --               | [ 343 ]          |
| 東京訴訟（2次）    | 東京地方裁判所   | 2021年3月26日    | 2024年3月14日    | 合憲             | 違憲状態         | 合憲             | --               | [ 344 ]          |
| 愛知訴訟           | 名古屋地方裁判所 | 2019年2月14日    | 2023年5月30日    | 合憲             | 違憲             | 違憲             | --               | [ 345 ]          |
| 九州訴訟           | 福岡地方裁判所   | 2019年9月5日     | 2023年6月8日     | 合憲             | 違憲状態         | 合憲             | 合憲             | [ 346 ]          |
| 控訴審・高等裁判所 |                  |                  |                  |                  |                  |                  |                  |                  |
| 訴訟名             | 裁判所           | 控訴日           | 判決日           | 24条1項          | 24条2項          | 14条1項          | 13条             | 出典             |
| 北海道訴訟         | 札幌高等裁判所   | 2021年3月31日    | 2024年3月14日    | 違憲             | 違憲             | 違憲             | 合憲             | [ 347 ]          |
| 関西訴訟           | 大阪高等裁判所   | 2022年6月30日    | 2025年3月25日    | 合憲             | 違憲             | 違憲             | 合憲             |                  |
| 東京訴訟（1次）    | 東京高等裁判所   | 2022年12月13日   | 2024年10月30日   | 判断せず         | 違憲             | 違憲             | --               | [ 348 ]          |
| 愛知訴訟           | 名古屋高等裁判所 | 2023年6月12日    | 2025年3月7日     | 判断せず         | 違憲             | 違憲             | --               |                  |
| 九州訴訟           | 福岡高等裁判所   | 2023年6月19日    | 2024年12月13日   | 合憲             | 違憲             | 違憲             | 違憲             | [ 349 ]          |

### 海外における憲法の解釈
- スペイン憲法第32条には、「男性及び女性は、法的に完全に平等に婚姻する権利を有する。（El hombre y la mujer tienen derecho a contraer matrimonio con plena igualdad jurídica.）」という、日本国憲法第24条に類似する文言があるが、改憲されることなく2005年に同性婚が認められた[350]。スペイン憲法裁判所は「スペイン憲法の制定年である1978年当時は婚姻にまつわる議論において個々人の性的指向はまったく触れられず、離婚や、婚姻と家族の違い、および婚姻における男女平等の保障といった話題に終始していた。したがって、同性婚は黙示に承認も排除もされていなかった。」と判決を出した[350]。

## 法律の規定
- 民法は、第四編「親族」第二章「婚姻」第一節「婚姻の成立」第一款「婚姻の要件」において婚姻の成立要件について規定しているが、婚姻が異性カップルにのみ成立すると規定する条文はない。第739条は、婚姻の届出について、「婚姻は、戸籍法 （昭和二十二年法律第二百二十四号）の定めるところにより届け出ることによって、その効力を生ずる」（第1項）、「前項の届出は、当事者双方及び成年の証人二人以上が署名した書面で、又はこれらの者から口頭で、しなければならない」（第2項）と規定している。第二節「婚姻の効力」以降（第750条以降）には「夫婦」という文言があるため、同性カップルのことは考慮されていない。例えば、第763条では「夫婦は、その協議で、離婚をすることができる。」とあり、同性カップルの場合は協議上の離婚ができるのかどうか明らかでない。

- 家裁レベルでは戸籍法第113条に基づく戸籍訂正を認める前提として、同性結婚は民法742条の「婚姻をする意思がない」該当し無効であるという判例がある[351]。

- 戸籍法は、第6節「婚姻」第74条において、婚姻の届書に記載する事項として、「夫婦が称する氏」と記載しており、同性結婚は想定されていない[352]。

## パートナーシップ法と日本の内縁関係
一方で、パートナーシップ法（シビル・ユニオン）などで、夫婦と同一の権限を同性のカップルにも認める法律を制定し、夫婦としてでなく家族として籍の登録を認めることが同性婚の代替として提案されている。この点で日本は戦前は結婚に親の承諾が必要であったため、駆け落ちなどで結婚をせずに内縁関係の「夫婦」となるケースが多かったため、戦前から、内縁関係の夫婦にも正式に結婚した夫婦に近い権利を与える判例が多かった。

また近年、異性間の婚姻届を出さない「事実婚」カップルでも、住民票に「妻（未届け）」などと記載すれば、事実上の婚姻関係が証明されるようになりつつある。
この延長で、同性カップルを男女の内縁関係に類似した事実婚とみなし、ある程度は法律が保護するような判断を下した判決や、日本に長年に渡る日本人の同性パートナーがいることを理由として国外退去命令が取り消された例もあり、日本でも、同性カップルの権利が法的に全く無視されているとも言い切れないところもある。そのため、日本の場合、既に認められている権利と認められていない権利の基準があいまいで、司法関係者や行政の窓口の担当者によって判断が違う。同性愛者のカップル自身が、どこまで法的な保護をあてにできるのか、はっきりと分からないところが最大の問題であると指摘する声もある。
また、以下のような判決もある。同性パートナーが死去した後、相手の親族に火葬への立ち合いを拒否された上、共同経営していた会社も廃業させられたとして、相手の親族に対し慰謝料などを求める訴訟が大阪地方裁判所に起こされたが、同地裁は2020年に判決で「親族は、男性が事務所の従業員だと思い、夫婦と同様の関係とは認識していなかった」と述べ、不法行為はなされていなかったとの判断を示して訴えを退けている。
2021年3月19日、同性カップル間でも内縁関係が成立するとの司法判断が最高裁で確定した。
異性と結婚（1960年代半ば頃まで）
1965年（昭和40年）頃までの日本の同性愛者は、明治期以降の家制度にならい、家を継承する跡継ぎを設けるために、あるいは世間体を繕うために、同性愛者であっても異性と結婚することが多かった。地方によっては、夫が自分に関心がない事実を知っていても、妻が忍耐するのが常識であった。
代替制度としての養子縁組
江戸時代頃まで日本では同性愛の関係が「衆道」といって、年長者と年少者の擬似的な親子関係とみなされ得るものもあったことや、養子関係といっても、1日でも誕生日が違えば養子縁組が可能なことから、ごく最近まで同性愛者間のパートナーシップは、戸籍上は養子縁組の形で登録されてきたという事情もある（詳細「同性結婚#同性結婚の前史参照」。
しかし遺産相続権をめぐって同性愛の関係であることを理由に、片方の親族から養子縁組関係の無効を要求する訴訟を起こされるようなケースが想定される。よって、実務的な観点からはパートナーシップ法（シビル・ユニオン）などの明確な立法化が望ましいとされる。

## 制定要求運動・導入後の利用実態
2013年にアメリカでの連邦最高裁が同性婚制度導入は合憲との判断を受け、毎日新聞は　親子擬制の養子縁組ではなく、男女の結婚のような婚姻関係を求める「特別配偶者法全国ネットワーク」は、民法の配偶者の規定に、同性カップルに適用できる「特別配偶者」という枠をつくり、同性カップルにも男女間と同等の権利を保障すべきだと主張している。
日本においては社会民主党が2012年の選挙公約にフランスのPACSをモデルとした新制度の創設を目指す とし、日本共産党は欧米各国のパートナーシップ法などを参考に、日本でも同様の制度を実現するとした。その他、下節でも触れるように、日本維新の会が「レインボープライド愛媛」が実施した政党アンケートで、同性婚に賛成とした。
国会では、2019年6月3日に、同性同士で結婚できることを法律に明記するべきだとして、民法を改正する法案（婚姻平等法案）を、立憲民主党、日本共産党、社民党の野党3党が、衆議院に提出した。
2019年（令和元年）7月の第25回参議院議員通常選挙に際し、LGBT法連合会が各政党に対して行った調査によると、同性婚に対する各党の態度は以下のようになっている。
「問4　世界では、現在27の国と地域で同性婚が制度化され、他の多くの国・地域でも同性カップルに適用できるパートナーシップ制度が広まっています。同性カップルは、現行の婚姻制度に当てはまらないため困難に陥る例が多く、異性カップルと同様・同等に、法的認知・サポートを受けられるようにする法制化を望む声が高まっています。どのような対応が望ましいとお考えですか？」
1. 同性間でも男女と同じ婚姻制度を適用できるようにするべきだ：立憲民主党、日本共産党、社民党
2. 現行の婚姻に加えて、別途同性間だけのためのパートナーシップ制度を設けるべきだ
3. 現行の婚姻に加えて、（事実婚など異性間でも、）同性間でも利用できるパートナーシップ制度を設けるべきだ：国民民主党、日本維新の会
4. こうした制度は異性間のものであるべきで特に必要ない
5. 答えられない／わからない
6. その他　

自由民主党：「憲法24条は、婚姻は、両性の合意のみに基づいて成立すると定められており、現行憲法の下では、同性カップルに婚姻の成立を認めることは想定されておりません」というのが政府の立場であり、わが党も同様に考えています。また、一部自治体が採用した「パートナーシップ制度」について、国民の性的指向・性同一性に対する理解の増進が前提であり、その是非を含めた慎重な検討が必要あるものと考えます。
公明党：国民の性的指向と性自認に対する理解の状況も踏まえ、今後検討が必要である。
幸福実現党 ：同性カップルに対して一定の配慮を行いながらも、同性婚の法制化には賛成していない。
2022年導入された東京都パートナーシップ宣誓制度の事前調査で、「当事者」と回答した者の約5割が「評価できる行政の施策」としてパートナーシップ制度を挙げた(有効回答率不明)。

### 利用組数
パートナーシップ制度を導入する自治体は急速増加し、2023年6月28日時点で導入自治体で人口カバー率は70.9％となった。2023年5月31日時点で制度利用したカップルへの「パートナー証明」の交付件数（パートナー登録件数）は、5171組である(破局未申請組含む)
当事者ではない、ある高校生の要求でパートナーシップ制度を導入し、担当部署も設置した甲州市は、山梨県内で初導入であった。同性愛当事者を招いて講演会や交流会を開くなどしてきた。しかし、導入後1年後である2022年12月末時点で同制度の申請者どころか利用希望者による問い合わせすら0であることが市への取材で判明している。市の担当者は、周知を進めていきたいと話している。

## 課題と問題点の指摘
山口真由は近年の日本における同性婚容認の判決にはアメリカ連邦最高裁による「オバーゲフェル判決」の影響があると指摘する。そして、同姓カップルだけを結婚制度に取り込むことは結婚を選択しない人たちやシングルで子育てをしている人、両親の代わりに子供を育てている祖父母らを逆にマイノリティ化してしまうと問題を指摘する。
柳原良江は同性婚が認められることで同性カップルによる代理出産が合法化され、女性の資源化や女性の搾取が進められることの危惧を指摘する。高池勝彦は近年の同性婚裁判における裁判官主導による社会変革を為すかのような判決は司法権の逸脱であると主張している。